# 매장
매장(埋葬, 영어: burial)은 시신을 넣은 관을 땅 속에 묻는 장례를 말한다. 전 세계에서 일반적으로 가장 많이 이용되는 장례의식이다.

## 같이 보기
- 죽음
- 수장
- 화장
- 직장
- 빙장
- 풍장